# 25-й стрелковый корпус (1-го формирования)
25-й стрелковый корпус — воинское соединение Вооружённых Сил СССР во время Великой Отечественной войны.

## История
Сформирован в августе 1939 в Харьковском военном округе. Перед началом войны был пополнен личным составом, призванным на сборы, и скрытно передислоцирован на север округа:
- управление корпуса из Сталино в Корсунь;
- 127-я стрелковая дивизия, сформированная только в 1940, из Харькова в Ржищевские лагеря (Киевская область), на территорию Киевского Особого военного округа;
- 134-я стрелковая дивизия из Мариуполя в Золотоношу Полтавской области;
- 162-я стрелковая дивизия, сформированная заново в 1940 году, из Артёмовска в Лубны Полтавской области.[1].

После начала Великой Отечественной войны 25 июня корпус был включён в состав 19-й армии генерал-лейтенанта И. С. Конева, вошедшей в Группу армий Резерва Главного командования. Вскоре в связи с разгромом Западного фронта в Белостокско-Минском сражении начата переброска корпуса в район Витебска. 

Однако немецкие войска продвигались на восток столь стремительно, что уже 9 июля ворвались в Витебск. 

По воспоминаниям А. В. Горбатова, «эшелоны 25-го стрелкового корпуса выгружались на станциях юго-восточнее Витебска. Не ожидая сосредоточения дивизий, а тем более корпуса, полки и даже батальоны, едва закончив выгрузку, занимали оборону и вступали в бой в шести—десяти километрах от Витебска…» 

11 июля корпус получил приказ переправиться на правый берег р. Западная Двина на участке Прудники, Сеньково и выйти на рубеж Городок, оз. Лосвидо, Слобода, содействуя остальным частям 19-й армии по взятию Витебска. Штаб корпуса разместился в селе Мишутки (ныне Витебского района). 

К началу боёв в район Витебска прибыли две из трёх стрелковых дивизий (134-я и 162-я) и корпусный артполк. Для выполнения приказа они должны были совершить марш протяжённостью 50-60 км. Переправившись через Двину, корпус должен был принять в подчинение 186-ю стрелковую дивизию, до того отброшенную от Западной Двины в районе Уллы, однако не смог установить с ней связь.
Однако инициативой владел противник. Немецкий 39-й мотокорпус 3-й танковой группы 11 июля полностью занял Витебск, а 12 июля атаковал основную полосу обороны корпуса Сураж, Яновичи, Колышки. 

13 июля противник прорвал оборону 25-го корпуса, занял Сураж, Велиж и устремился на Демидов, обходя войска советского Западного фронта в районе Смоленска с севера.
25-й корпус оказался в полуокружении и начал отход на восток. Управление корпуса было разгромлено, командир корпуса генерал-майор С. М. Честохвалов 16 июля пропал без вести. По утверждению последних видевших его красноармейцев, генерал Честохвалов шёл в сторону немцев с поднятыми вверх руками.
Исполняющим должность командира был назначен П. С. Виноградов. Вскоре 25-й стрелковый корпус был расформирован, а остатки управления направлены на формирование 52-й армии.

## Командование
- Командир корпуса — генерал-майор Честохвалов, Сергей Михайлович (апрель 1940 года — 16 июля 1941)
- Командир корпуса — полковник Виноградов, Павел Семёнович (17 июля — 25 августа 1941)
- Командир корпуса — генерал-майор Хазов, Иван Васильевич (ноябрь — декабрь 1943)
- ВрИД командира корпуса — полковник Лаврентьев, Михаил Афанасьевич (24 — 27 декабря 1943)
- Заместитель командира корпуса — комбриг Горбатов, Александр Васильевич
- Начальник штаба корпуса — полковник Виноградов, Павел Семёнович
- Военный комиссар корпуса:

бригадный комиссар Кофанов, Владимир Николаевич (апрель 1940 года — август 1941);
полковой комиссар Пономарёв, Иван Михайлович (август — сентябрь 1941);
- Начальник политотдела — полковой комиссар Лаврентьев
- Начальник разведотдела корпуса — майор Гаспарян

## Боевой состав

### На1 июля1941 года
- 127-я стрелковая дивизия (генерал-майор Т. Г. Корнеев)
- 134-я стрелковая дивизия (комбриг В. К. Базаров)
- 162-я стрелковая дивизия (полковник Н. Ф. Колкунов)
- 442-й корпусный артполк
- 263-й отдельный батальон связи
- 248-й отдельный сапёрный батальон

### На11 июля1941 года
- 134-я стрелковая дивизия (комбриг В. К. Базаров)
- 162-я стрелковая дивизия (полковник Н. Ф. Колкунов)
- 442-й корпусный артполк
- 263-й отдельный батальон связи
- 248-й отдельный сапёрный батальон